# Cazuela de mariscos

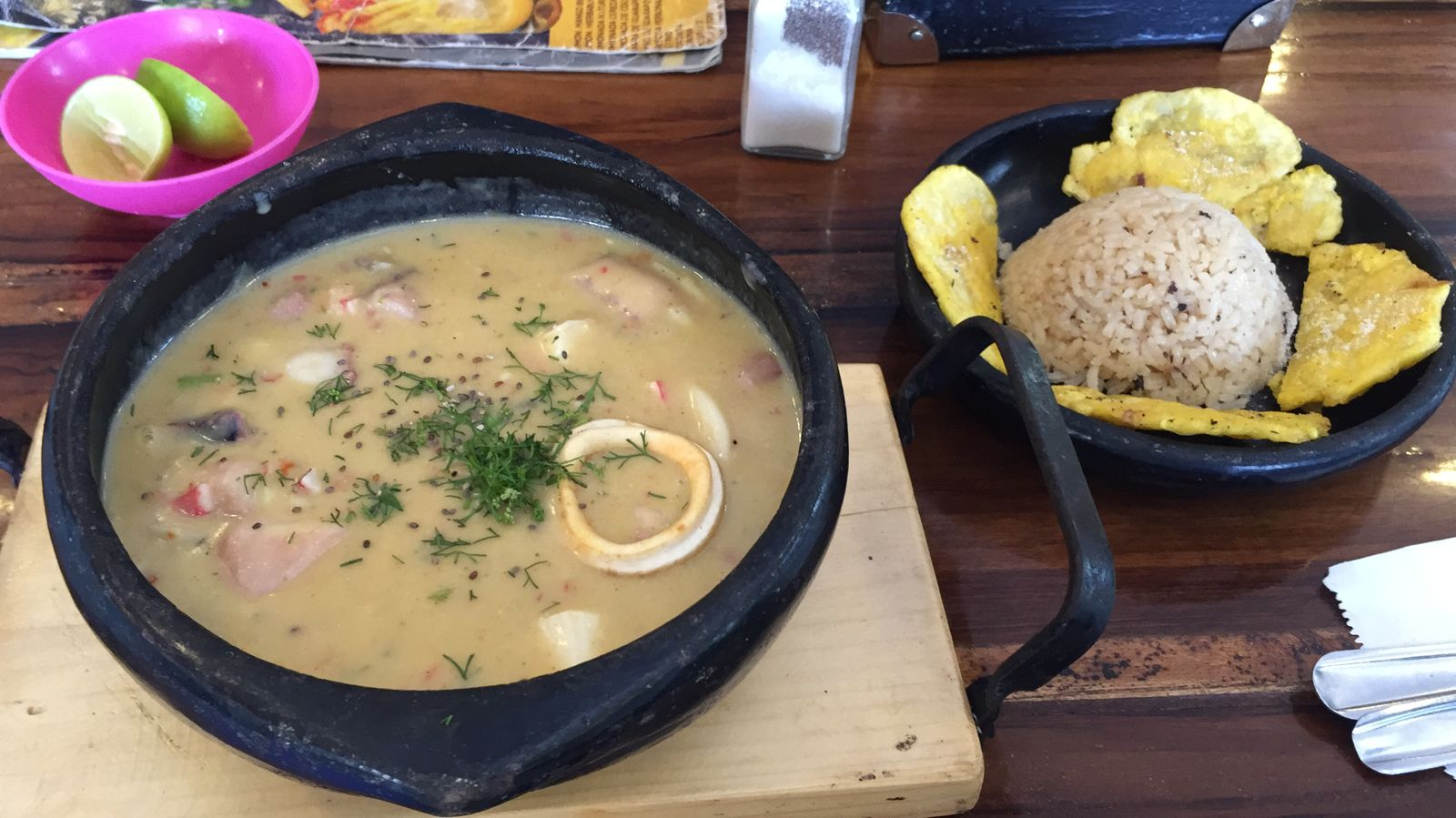
Cazuela de mariscos. Barranquilla, Colombia.

La cazuela de mariscos es un plato fuerte típico de países latinoamericanos como la Región Caríbe de Colombia (en especial de ciudades costeras como Cartagena de Indias, Barranquilla, Riohacha y Santa Marta) y de la Costa ecuatoriana. Su preparación, así como sus ingredientes, suelen variar ligeramente en las diferentes regiones.

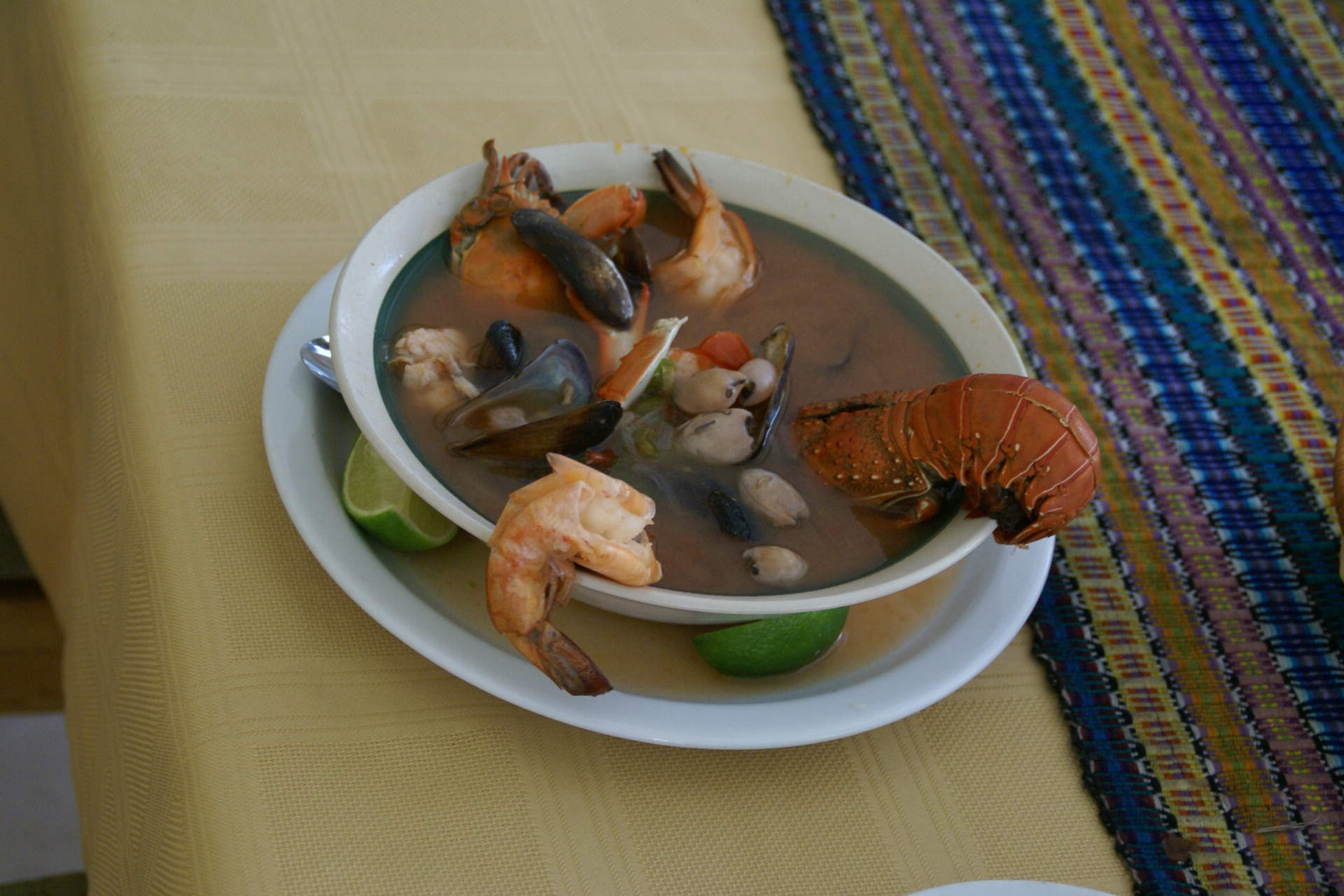

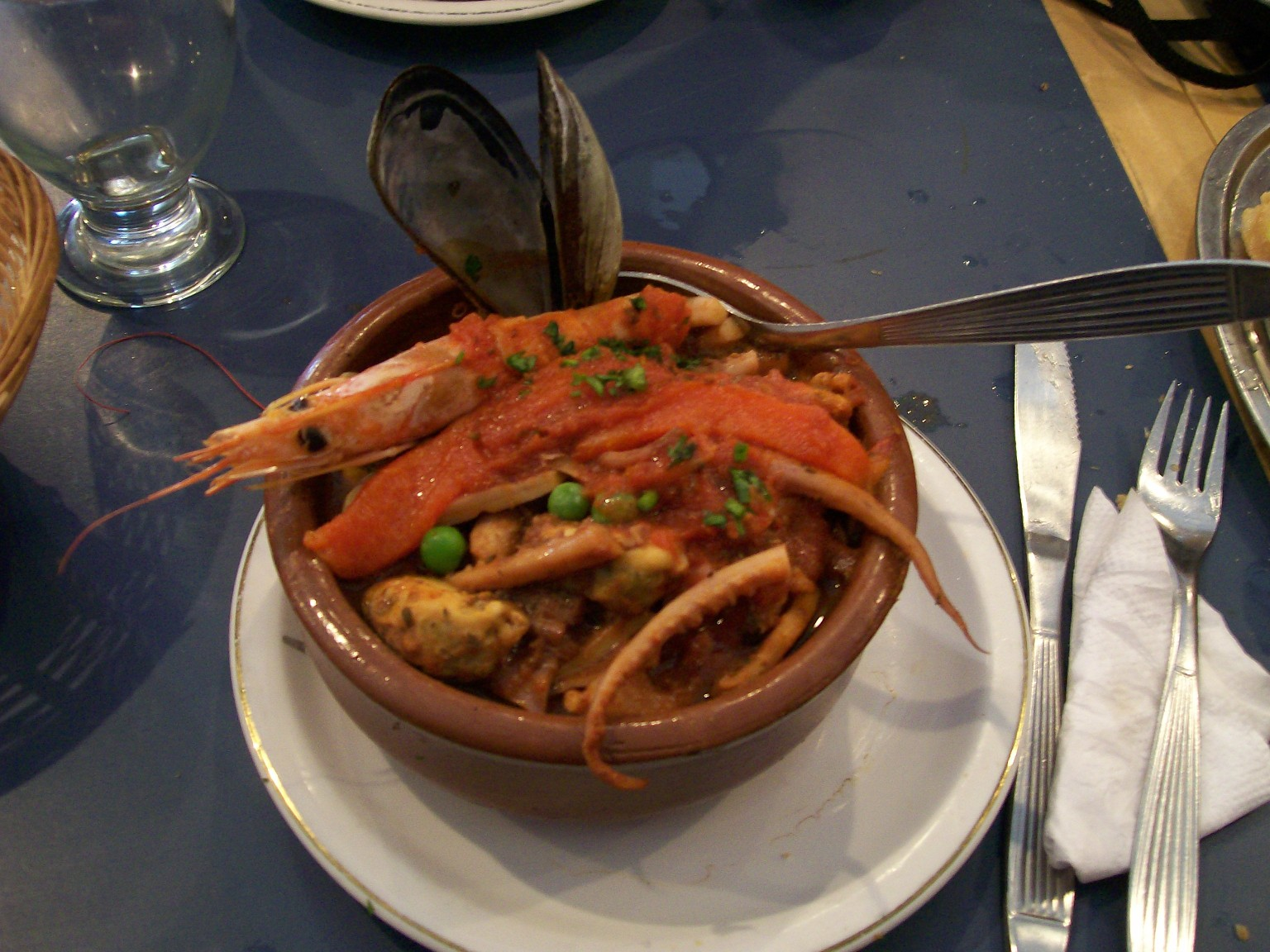

Incluye ingredientes como langosta, langostinos, camarones, pescados, almejas, calamares, guiso sofrito de verduras (cebolla, zanahoria, pimiento, tomate y especias) y opcionalmente crema de leche, vino blanco y queso parmesano (en caso de gratinar), todo cocinado en leche de coco.